# Asemum glabrellum
Asemum glabrellum är en skalbaggsart som beskrevs av Bates 1892. Asemum glabrellum ingår i släktet Asemum och familjen långhorningar.
Artens utbredningsområde är:
- Guatemala.
- Honduras.

Inga underarter finns listade.